# Unterhund
Unterhund je klub, ki so ga leta 1990 ustanovili člani skupine Pridigarji in spada pod okrilje Kulturno alternativnga kluba Ormož.
Lociran je v kleti ormoškega gradu, redno pa se v njem dogajajo gledališke predstave, filmske projekcije, razstave, literarni večeri in koncerti alternativnih skupin. 
Klub sodeluje z Mladinskim centrom Ormož, Klubom ormoških študentov ter s številnimi kulturnimi društvi iz okolice.